# Sacada
Sacada is een geslacht van vlinders van de familie snuitmotten (Pyralidae), uit de onderfamilie Pyralinae.

## Soorten
- S. albioculalis Hampson, 1917
- S. albizziae Tams, 1941
- S. amoyalis Caradja, 1932
- S. approximans Leech, 1888
- S. confutsealis Caradja, 1925
- S. constrictalis Ragonot, 1891
- S. contigua South, 1901
- S. decora Walker, 1862
- S. dipenthes Meyrick, 1934
- S. discincta Moore, 1866
- S. erythropis Hampson, 1917
- S. fasciata Butler, 1878
- S. flexuosa Snellen, 1890
- S. giovanettae Marion, 1957
- S. hoenei Caradja, 1937
- S. madegassalis Viette, 1960
- S. metaxantha Hampson, 1906
- S. misakiensis Shibuya, 1928
- S. nicopaea Tams, 1941
- S. nigripuncta Hampson, 1906
- S. nyasana Hampson, 1917
- S. olivina Joannis, 1929
- S. pallescens Hampson, 1896
- S. papuana Hampson, 1917
- S. peltobathra Meyrick, 1938
- S. prasinalis Hampson, 1906
- S. pusilla Hering, 1901
- S. pyraliformis Moore, 1879
- S. ragonotalis (Snellen, 1892)
- S. rhodinalis Hampson, 1906
- S. rhyacophila Ghesquière, 1942
- S. rosealis Hampson, 1906
- S. rubralis Holland, 1900
- S. rufina Hampson, 1896
- S. sikkima Moore, 1879
- S. szetschwanalis Caradja, 1927
- S. tonsealis Roepke, 1938
- S. unilinealis Hampson, 1896
- S. viridalis Hampson, 1917